# Erriapus (maan)
 Erriapus is een natuurlijke satelliet van Saturnus. De maan is ontdekt op 23 september 2000 door Brett J. Gladman, John J. Kavelaars, Jean-Marc Petit, Hans Scholl, Matthew J. Holman, Brian G. Marsden, Phillip D. Nicholson, en Joseph A. Burns in het Mauna Kea-observatorium op Hawaï. Erriapus is 10 km in doorsnee.
Erriapus behoort tot de Gallische groep; deze groep bestaat uit de vier manen; Albiorix, Bebhionn, Erriapus en Tarvos met namen uit Keltische mythologie.

## Naam
De maan is vernoemd naar de reus Erriapus uit de Gallische mythologie. Andere namen voor deze maan zijn S/2000 S10 en Saturnus XXVIII.
De maan werd Erriapo genoemd in augustus 2003. De naam is eind 2007 veranderd van datief Erriapo naar nominatief Erriapus door de IAU.